# The Scrolls of Abadon
The Scrolls of Abadon, scritto anche Scrolls of Abadon, è un videogioco d'azione con componenti rompicapo pubblicato nel 1984 per Atari 8-bit e Commodore 64 dalla Access Software. In Europa uscì come titolo a basso costo per Commodore 64 nel 1986, edito da Americana, un'etichetta della Mastertronic. Il gioco si basa sulla raccolta di oggetti in un labirinto, in modo simile a Pac-Man, ma i percorsi diventano a senso unico man mano che il giocatore li attraversa.
Era molto differente dagli altri giochi della Access di quel periodo (i più noti erano Beach Head e Raid over Moscow); secondo il presidente dell'azienda Bruce Carver, rispetto ad altri titoli più strategici, era pensato per i giocatori più giovani.

## Modalità di gioco
Il giocatore controlla un personaggio che è stato intrappolato da un mago in un luogo surreale, formato da una griglia di aree isolate, chiamate "blocchi" nel manuale. Ciascun blocco è una grossa piattaforma sospesa nel vuoto, di forma variabile, con sopra un labirinto di percorsi lineari. Il blocco attuale viene mostrato con visuale isometrica a scorrimento multidirezionale.
Il personaggio del giocatore può camminare nelle quattro direzioni lungo i percorsi e non può cadere dalla piattaforma. Su tutti i percorsi ci sono delle gemme che devono essere raccolte. Quando il personaggio raccoglie una gemma, al suo posto sul pavimento compare una freccia che non potrà più essere attraversata in senso contrario; pertanto in ogni tratto di percorso si può passare solo nello stesso verso in cui si è passati la prima volta, cosa che limita sempre più i movimenti possibili.
I nemici, che arrivano un po' alla volta, possono essere di tre diverse forme animalesche. I Kitz camminano rispettando le frecce e se toccano il personaggio gli tolgono una vita; i Nim saltano e sono letali solo quando atterrano sul personaggio; i mangiafrecce ritrasformano le frecce in gemme, ma il personaggio li può eliminare toccandoli. In casi particolari, ad esempio perdendo troppo tempo, può apparire la Bestia, che insegue direttamente il protagonista ignorando le frecce.
Quando tutte le gemme sono state raccolte, compaiono alcuni powerdisk ai lati della piattaforma, che permettono di trasportare il personaggio a un altro blocco nella direzione del lato scelto. L'obiettivo finale è trovare le quattro parti di un amuleto, sparse tra i vari blocchi. Completato l'amuleto si passa a un nuovo livello, ossia a un nuovo insieme di blocchi più difficile, con quattro nuove parti da trovare; ci sono quattro livelli in tutto. Durante il gioco è possibile visualizzare una mappa di tutto il livello attuale, ma soltanto i blocchi già visitati sono visibili.
Si possono trovare delle pergamene (scrolls del titolo) che conferiscono incantesimi e dicono il codice per lanciarli. Gli incantesimi sono in quantità e durata limitata e si lanciano digitando da tastiera il relativo codice alfabetico, ad esempio WALK o ICE, metodo che può essere piuttosto scomodo quando si è nel mezzo dell'azione. Gli incantesimi includono poter ignorare le frecce, paralizzare i nemici, uccidere i nemici, controllare un nemico, far apparire i powerdisk, cambiare livello, rivelare tutta la mappa, resuscitare.